# Atsuo Takanishi
Atsuo Takanishi (jap. 高西 淳夫, Takanishi Atsuo; * 1956) ist ein japanischer Robotiker und Hochschulprofessor. Er ist Co-Direktor des Instituts für Humanoide Roboter der Waseda-Universität in Tokio und seit mehr als 20 Jahren an Forschungsprojekten beteiligt, deren Ziel es ist, Humanoide Roboter zu entwickeln.
Zu seinen aktuellen Forschungsschwerpunkten zählen eine zweifüßige Robotersänfte (die es querschnittgelähmten Menschen ermöglicht, Treppen zu überwinden), generell zweibeinige Roboter und ein Flöte spielender Roboter. Er hat auch an Sonys eingestelltem Unterhaltungsroboter Qrio mitgearbeitet.